# Frente de la Patria de Vietnam
El Frente de la Patria de Vietnam (en vietnamita: Mặt Trận Tổ Quốc Việt Nam) es un frente popular, fundado en febrero de 1977 (en el que se unieron el Frente de la Patria de Vietnam del Norte, el Frente Nacional de Liberación de Vietnam del Sur y la Alianza de Fuerzas Nacionales, Democráticas y Pacíficas de Vietnam en Vietnam del Sur), en el cual los movimientos de masas pro-gobierno de Vietnam están agrupados, siendo afín al Partido Comunista de Vietnam (PCV) y al gobierno vietnamita. Agrupa a muchos grupos pequeños, incluyendo al mismo PCV; Otros grupos que lo integran son los exmiembros del Vietcong, la Confederación General del Trabajo de Vietnam, la Organización de Jóvenes Pioneros Ho Chi Minh y la Unión de Jóvenes Comunistas Ho Chi Minh (también llamada la Juventud Ho Chi Minh). También incluía al Partido Democrático de Vietnam y el Partido Socialista de Vietnam, los cuales se disolvieron en 1988 También están incluidos algunos grupos religiosos oficialmente aprobados.
El frente es descrito por el gobierno vietnamita como la “base política del poder popular.” Esto se entiende como un rol significativo en la sociedad, promoviendo la “solidaridad nacional” y la “unidad de opiniones en temas políticos y espirituales.” Varios programas sociales del gobierno son dirigidos a través del frente. Recientemente tiene un rol en programas para reducir la pobreza. También es responsable de la política gubernamental sobre la religión y determina que grupos religiosos reciben la aprobación oficial.
El FPV supervisa la actividad del gobierno y sus organizaciones. Tiene un papel importante en las elecciones. Específicamente el frente generalmente escoge (en la práctica, no en la teoría) un candidato para estas; todos los candidatos nominados por (y miembros del) el frente, con unos pocos “autonominados” que evitan el veto de este y su rol en las nominaciones electorales es mandado por la ley.

## Líderes
Secretarios generales del Frente de la Patria de Vietnam desde 1977:
- Nguyễn Văn Tiến (1977-1988)
- Phạm Văn Kiết (1988-1994)
- Trần Văn Đăng (1994-2004)
- Huỳnh Đảm (2004-2008)
- Vũ Trọng Kim (Desde 2008)

Presidentes del Frente de la Patria de Vietnam desde 1977:
- Hoàng Quốc Việt (1977-1983),
- Huỳnh Tấn Phát (1983-1988),
- Nguyễn Hữu Thọ (1988-1994),
- Lê Quang Đạo (1994-1999),
- Phạm Thế Duyệt (1999-2008),
- Huỳnh Đảm (2008-2013),
- Nguyễn Thiện Nhân (2013-al presente).

## Anteriores organizaciones
- Liga para la Independencia de Vietnam (Viet Minh) fundada por Hồ Chí Minh el 19 de mayo de 1941.

- Liga Popular Nacional Vietnamita (Hội Liên hiệp Quốc dân Việt Nam or Liên Việt), fundada el 29 de mayo de 1946. Líderes: Huynh Thuc Khang (1946-1947), Bùi Bằng Đoàn (1947-1951).

- Frente Popular Nacional Vietnamita (Mặt trận Liên Việt), fundada en 1951, surgida del Viet Minh y el Lien Viet. Líder: Tôn Đức Thắng

- Frente de la Patria de Vietnam (Mặt trận Tổ quốc Việt Nam), fundado en 1955 sustituyendo al anterior. Líder: Tôn Đức Thắng*

- Frente Nacional de Liberación de Vietnam del Sur (Vietcong), fundado el 20 de diciembre de 1960. Líder: Nguyễn Hữu Thọ

- Alianza de Fuerzas Nacionales, Democráticas y Pacíficas de Vietnam, fundado el 20 de abril de 1968. Líder: Trịnh Đình Thảo.